# Nikkjó Niwano
Nikkjó Niwano (japonsky: 庭野日敬, Niwano Nikkjó; 1906–1999) byl zakladatel a první prezident buddhistického hnutí Riššó Kósei Kai a spoluzakladatel Světové konference náboženství pro mír. V roce 1979 obdržel Templetonovu cenu.